# Jesús Mosterín
Jesús Mosterín de las Heras (Bilbao, 24 de setembre de 1941 - Barcelona, 4 d'octubre de 2017) fou un filòsof espanyol que, entre el 2000 i el 2017, va presidir a l'Estat espanyol el Projecte Gran Simi.

## Biografia
Llicenciat a la Universitat Complutense de Madrid i doctorat a la Universitat de Barcelona, feu estudis postdoctorals a Alemanya, i s'especialitzà en lògica matemàtica a l'Institut für Mathematische Logik und Grundlagenforschung de la Universitat de Münster, als Estats Units i a França. Va obtenir la càtedra de Lògica i Filosofia de la Ciència a la Universitat de Barcelona. Des de 1996 és professor d'investigació de l'Institut de Filosofia del CSIC. És membre del Center for Philosophy of Science de Pittsburgh, membre de l'Acadèmia Europea de Londres, de l'Institut International de Philosophie de París i de l'International Academy of Philosophy of Science. Va introduir a Espanya la filosofia analítica, corrent de pensament del S.XX caracteritzat per l'estudi del llenguatge amb la pretensió de resoldre els problemes filosòfics mitjançant l'anàlisi dels termes que intervenen en la seva formulació i d'eliminar les ambigüitats en la ciència i la filosofia (Bertrand Russell, el primer Wittgenstein, positivistes del Cercle de Viena, etc.). També va tenir un paper essencial en la introducció i desenvolupament de la lògica matemàtica a Espanya i Amèrica Llatina.

## Pensament
Una de les aportacions més conegudes de Mosterín ha estat la reflexió sobre la racionalitat. Mosterín diferencia entre "racionalitat teòrica" i "racionalitat pràctica", i fonamenta aquesta en aquella; l'evidència en la racionalitat teòrica és diferent si s'aplica a enunciats analítics o formals, on n'hi ha prou amb la coherència gramatical, o a enunciats no analítics, en els quals cal una comprovació empírica o un testimoni fiable; l'evidència en la racionalitat pràctica exigeix per la seva part coneixement i l'ordenació dels finals|finalitats i dels mitjans|medis; en qualsevol cas, sempre tota evidència racional s'ha de considerar suficient i no absoluta i, per tant, revisable. Mosterín també s'ha interessat per la història de la filosofia i de la ciència, i pels aspectes relacionats amb l'ètica aplicada a l'ésser humà i als animals. A més, ha fet contribucions importants a l'Antropologia i la Teoria de la Cultura.

## Obres
- El reino de los animales. Madrid: Alianza Editorial, 2013. 403 pp. ISBN 978-84-206-7450-6.
- El islam: Historia del pensamiento. Madrid: Alianza Editorial, 2012. 403 pp. ISBN 978-84-206-6991-5.
- A favor de los toros. Pamplona: Editorial Laetoli, 2010. 120 pp. ISBN 978-84-92422-23-4.
- (con Roberto Torretti) Diccionario de Lógica y Filosofía de la Ciencia (segunda edición corregida y ampliada). Madrid: Alianza Editorial, 2010. 690 pp. ISBN 978-84-206-8299-0.
- Naturaleza, vida y cultura. Lima: Universidad Inca Garcilaso de la Vega, 2010. 160 pp. ISBN 978-612-4050-12-1.
- Los cristianos: Historia del pensamiento. Madrid: Alianza Editorial, 2010. 554 pp. ISBN 978-84-206-4979-5
- La cultura humana. Madrid: Espasa-Calpe, 2009. 404 pp. ISBN 978-84-670-3085-3.
- La cultura de la libertad. Madrid: Espasa-Calpe, 2008. 304 pp. ISBN 978-84670-2697-9.
- Lo mejor posible: Racionalidad y acción humana. Madrid: Alianza Editorial, 2008. 318 pp. ISBN 978-84-206-8206-8.
- La naturaleza humana (nueva edición de bolsillo, corregida y renovada, en la colección Austral). Madrid: Espasa Calpe, 2008. ISBN 978-84-670-2813-3.
- Los lógicos (nueva edición de bolsillo, corregida y renovada, en la colección Austral). Madrid: Espasa Calpe, 2007. 418 pp. ISBN 978-84-670-2507-1.
- Helenismo: Historia del pensamiento. Madrid: Alianza Editorial, 2007. ISBN 978-84-206-6187-2.
- India: Historia del pensamiento. Madrid: Alianza Editorial, 2007. 260 pp. ISBN 978-84-206-6188-9.
- China: Historia del pensamiento. Madrid: Alianza Editorial, 2007. 282 pp. ISBN 978-84-206-6187-2.
- [Edición corregida y ampliada de] Kurt Gödel, Obras completas. Madrid: Alianza Editorial, 2006. 470 pp. ISBN 84-206-4773-X.
- Ciencia viva: Reflexiones sobre la aventura intelectual de nuestro tiempo (2a edició corregida y ampliada). Madrid: Espasa-Calpe, 2006. 386 pp. ISBN 84-670-2355-4.
- Crisis de los paradigmas en el siglo XXI. Coedició de la Universidad Inca Garcilaso i de la Universidad Enrique Guzmán. Lima, 2006. ISBN 9972-888-38-X.
- La naturaleza humana. Madrid: Espasa-Calpe, 2006. 418 pp. ISBN 84-670-2035-0.
- El pensamiento arcaico. Madrid: Alianza Editorial, 2006. 285 pp. ISBN 84-206-5833-2.
- La Hélade. Madrid: Alianza Editorial, 2006. 292 pp. ISBN 84-206-5833-2.
- Aristóteles. Madrid: Alianza Editorial, 2006. 378 pp. ISBN 84-206-5837-5.
- Los judíos. Madrid: Alianza Editorial, 2006. 305 pp. ISBN 84-206-5834-0.
- (con Roberto Torretti) Diccionario de Lógica y Filosofía de la Ciencia. Alianza Editorial, Madrid 2002. 670 pp. ISBN 84-206-3000-4.
- Teoría de la Escritura (2ª edición). Icaria Editorial. Barcelona 2002. 384 pp. ISBN 84-7426-199-6.
- Epistemología y racionalidad (2ª edición ampliada y corregida). Editorial de la Universidad Inca Garcilaso de la Vega. Lima (Perú), 2002. 364 pp.
- Filosofía y ciencias. Editorial de la Universidad Inca Garcilaso de la Vega i Editorial de la Universidad P. A. Orrego. (Lima (Perú), 2002. 156 pp. ISBN 9972-888-04-5.
- Ciencia viva: Reflexiones sobre la aventura intelectual de nuestro tiempo. Madrid: Espasa-Calpe, 2001. 382 pp. ISBN 84-239-9765-0.
- Conceptos y teorías en la ciencia (3ª edición, ampliada y renovada). Madrid: Alianza Editorial, 2000. 318 pp. ISBN 84-206-6741-2
- (amb Thomas Bonk) [Edición original de] Rudolf Carnap, Untersuchungen zur allgemeinen Axiomatik. Darmstadt: Wissenschaftliche Buchgesellschaft, 2000. 166 pp. ISBN 3-534-14298-5.
- Los Lógicos. Madrid: Espasa-Calpe, 2000. 324 pp. ISBN 84-239-9755-3.
- Epistemología y racionalidad. Editorial de la Universidad Inca Garcilaso de la Vega. Lima (Perú), 1999. 338 pp.
- ¡Vivan los animales! Madrid: Editorial Debate, 1998. 391 pp. ISBN 84-8306-141-4.
- Ortografía fonémica del español (1981)
- Racionalidad y acción humana (1978)
- Teoría axiomática de conjuntos (1971)
- Lógica de primer orden (1970)